# Нова Весь (Кросненський повіт)
Нова Весь (українською Нове Село) (пол. Nowa Wieś) — село у Польщі, у гміні Дукля Кросненського повіту Підкарпатського воєводства. Населення — 177 осіб (2011).
У 1975—1998 роках село належало до Кросненського воєводства.

## Демографія
Демографічна структура станом на 31 березня 2011 року:
|          | Загалом | Допрацездатний вік | Працездатний вік | Постпрацездатний вік |
| -------- | ------- | ------------------ | ---------------- | -------------------- |
| Чоловіки | 85      | 22                 | 50               | 13                   |
| Жінки    | 92      | 16                 | 49               | 27                   |
| Разом    | 177     | 38                 | 99               | 40                   |